# Obwodnica śródmiejska w Warszawie

Obwodnica śródmiejska na planie Warszawy

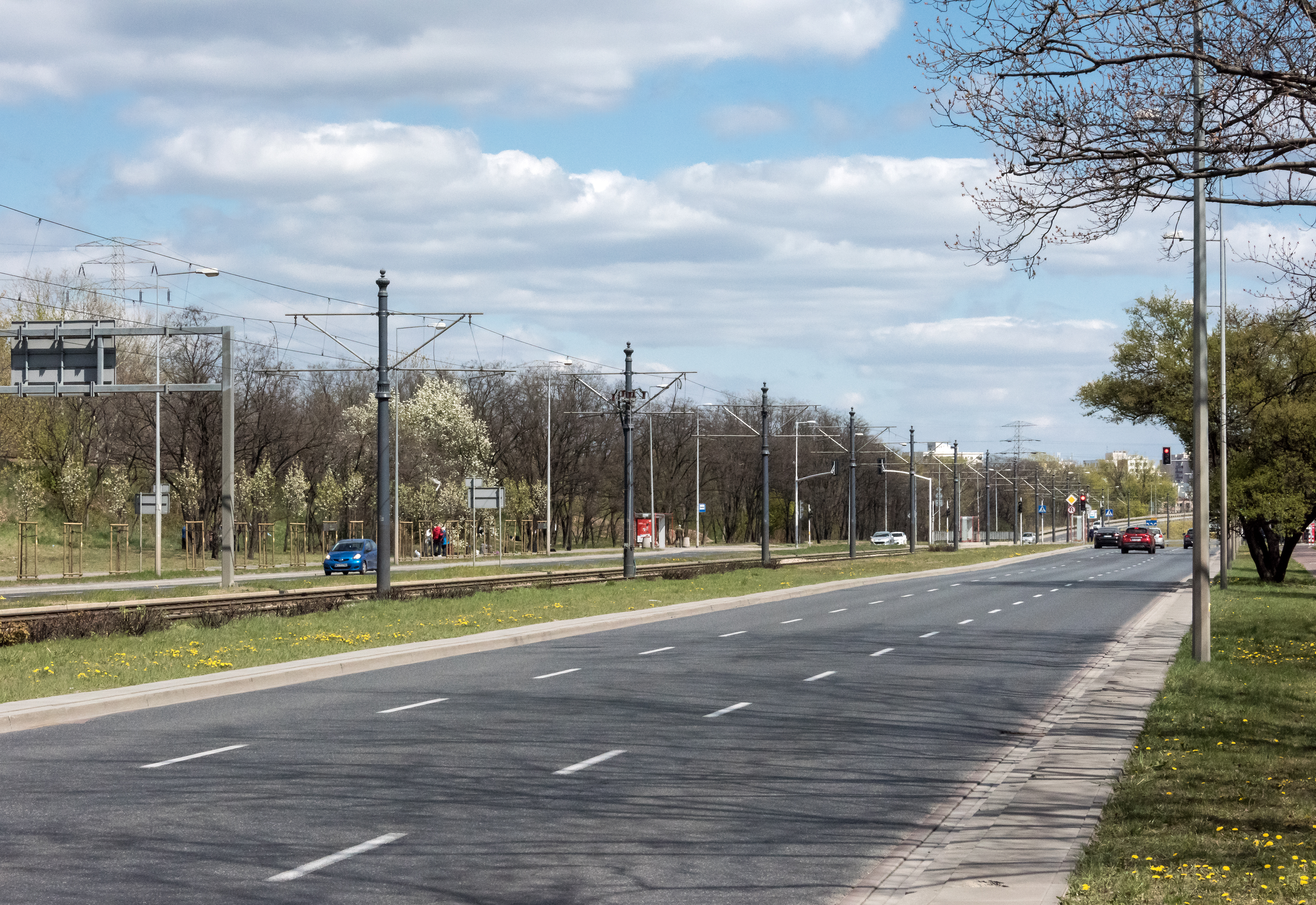
Ulica Starzyńskiego

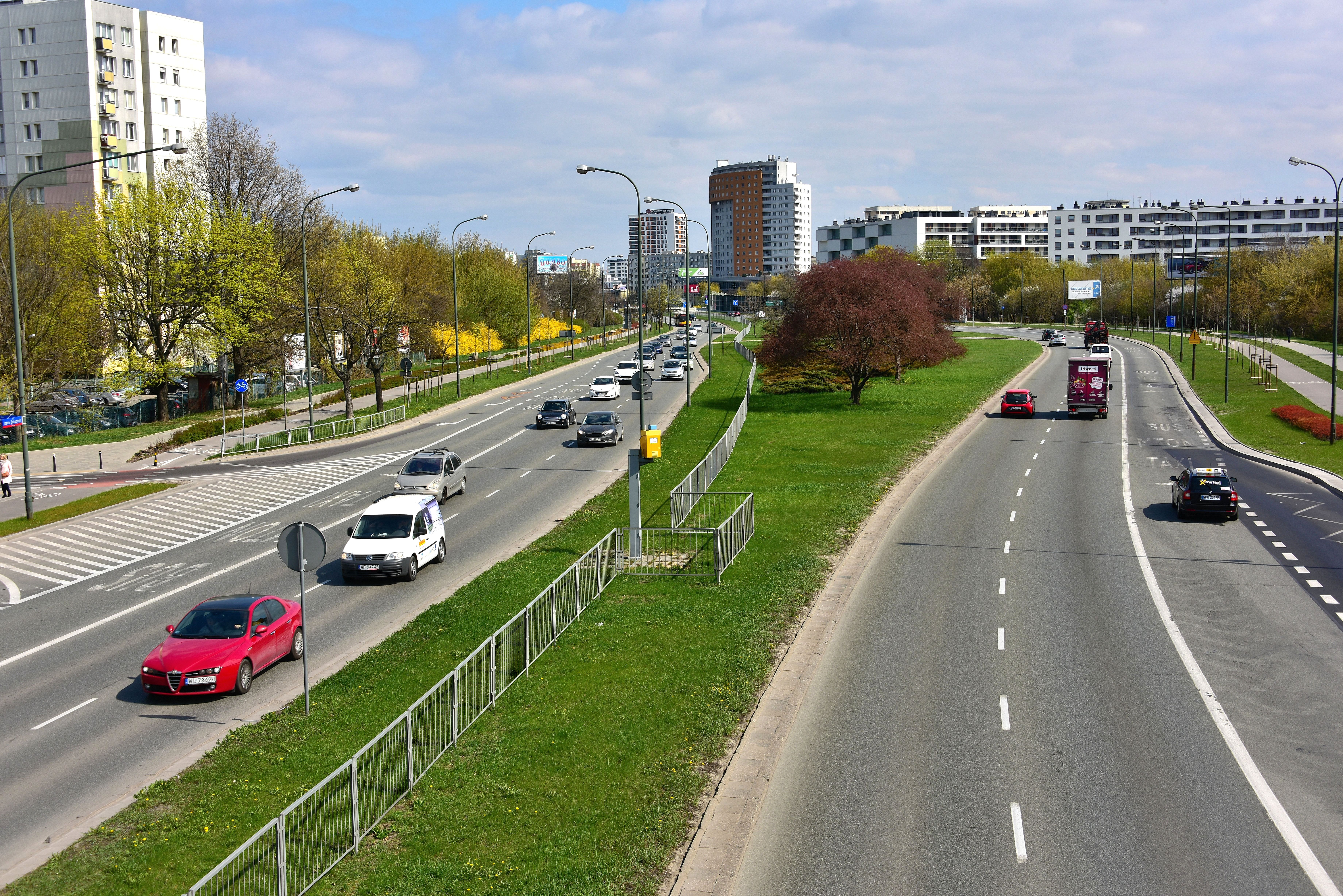
Aleja Stanów Zjednoczonych

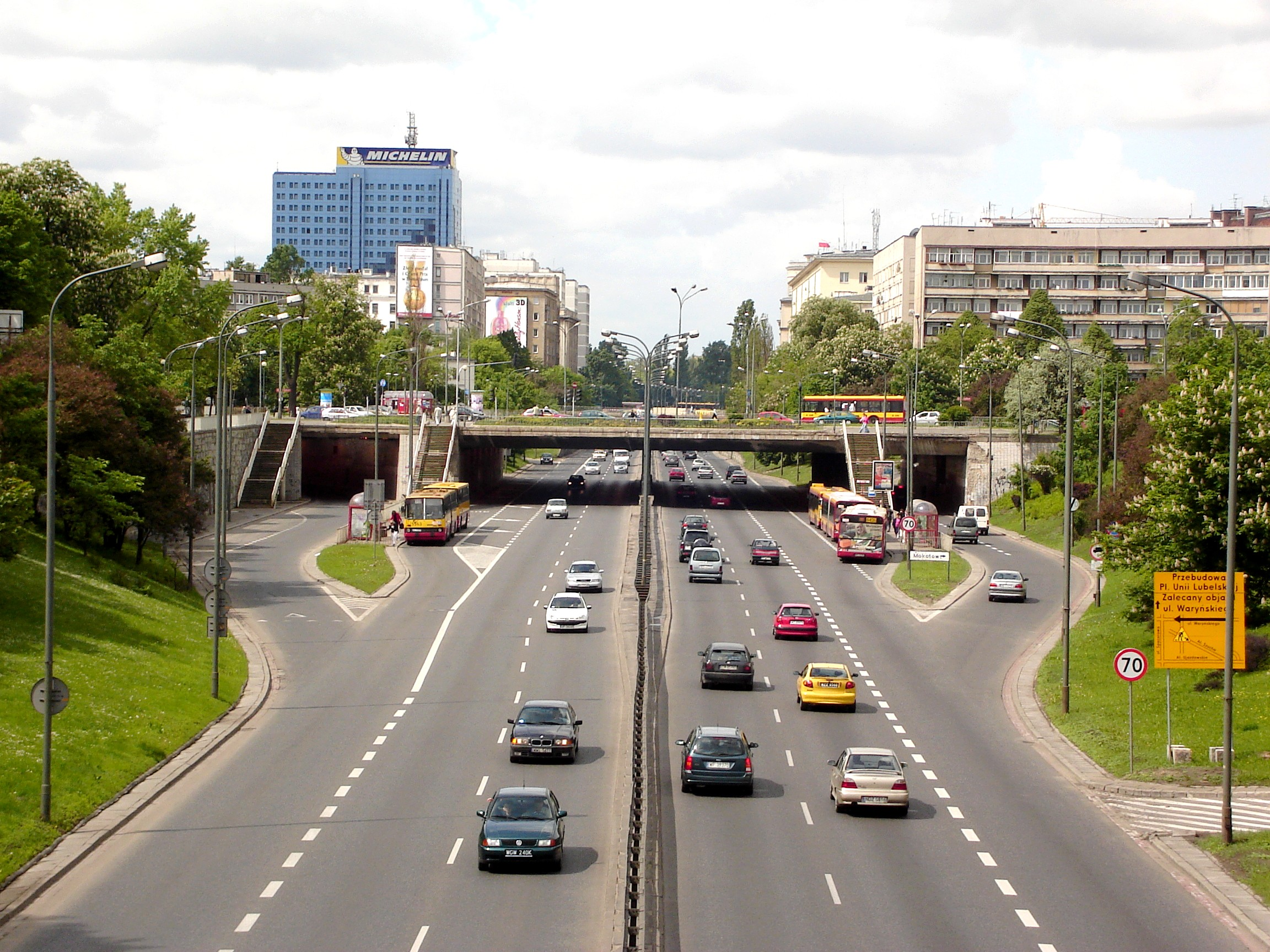
Trasa Łazienkowska

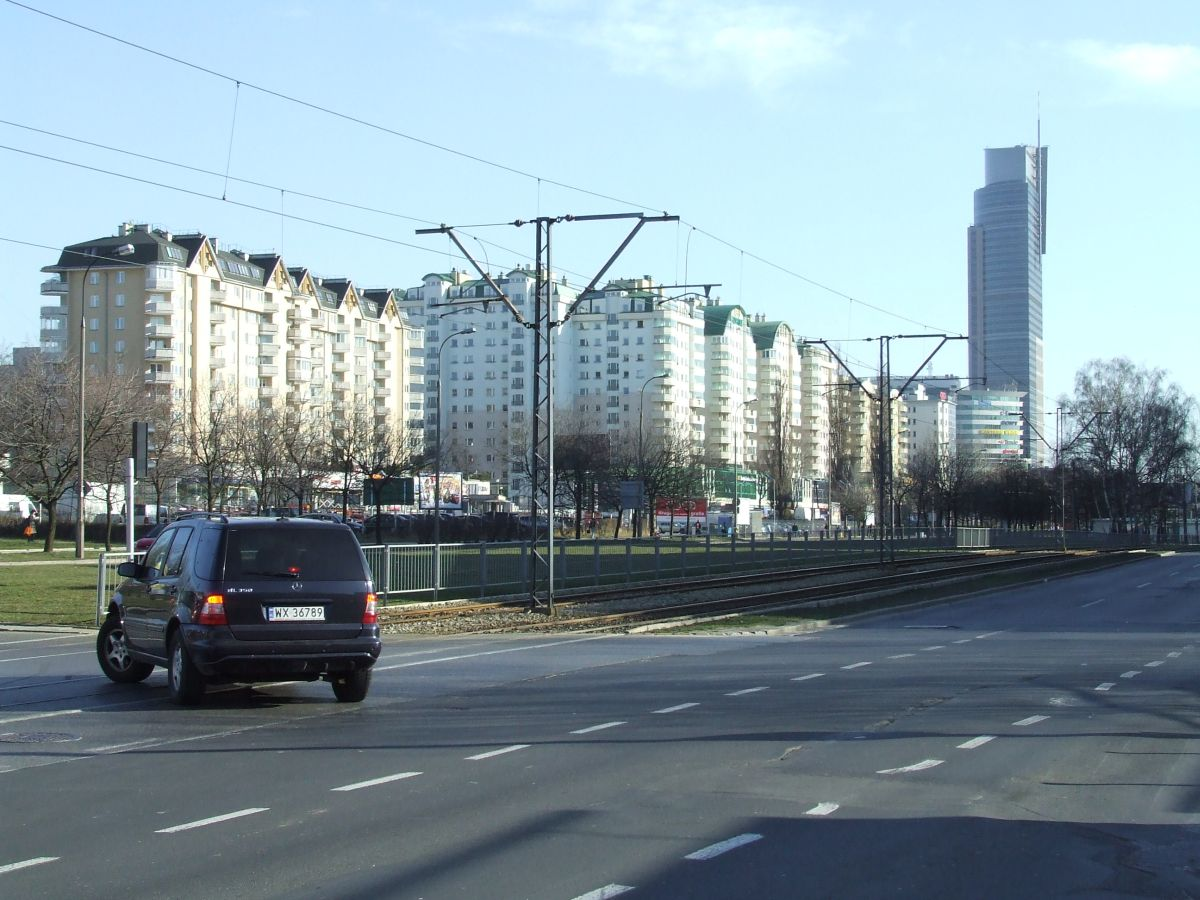
Ulica Okopowa

Obwodnica śródmiejska, obwodnica Śródmieścia – wewnętrzna obwodnica łącząca centralne dzielnice Warszawy, jedna z trzech planowanych obwodnic miasta.

## Przebieg
Trasa Łazienkowska (al. Stanów Zjednoczonych – Most Łazienkowski – al. Armii Ludowej – ul. Wawelska) – ul. Krzyckiego (w kierunku północnym) – ul. Raszyńska – pl. Zawiszy – ul. Towarowa – ul. Okopowa – rondo Zgrupowania AK „Radosław” – ul. Słomińskiego – most Gdański – rondo Stefana Starzyńskiego – ul. Starzyńskiego – rondo Żaba – planowane połączenie ronda Żaba z ul. Zabraniecką na wschód od linii kolei nadwiślańskiej, węzeł z ul. Radzymińską – zmodernizowana ul. Zabraniecka – planowane połączenie ul. Zabranieckiej z ul. Wiatraczną – wiadukt nad torami – zmodernizowana ul. Wiatraczna – rondo Wiatraczna.

## Brakujący odcinek
Większa część obwodnicy śródmiejskiej już istnieje, do jej zamknięcia brakuje odcinka łączącego rondo Żaba przez Targówek z rondem Wiatraczna – tzw. obwodnicy Pragi. Odcinek ten miał być gotowy na Mistrzostwa Europy w Piłce Nożnej w 2012, jednak w 2009 prezydent Hanna Gronkiewicz-Waltz i Rada Warszawy zdecydowali o przełożeniu budowy na bliżej nieokreślony termin po 2013.
W październiku 2015 ogłoszony został przetarg na projekt odcinka między rondem Wiatraczna a ul. Radzymińską (bez odcinka do ronda Żaba). Według informacji podanych w mediach budowa trwałaby w latach 2019–2021. Jej wstępną koncepcję Zarząd Miejskich Inwestycji Drogowych przedstawił w 2017 roku. W sierpniu 2017 złożony został wniosek o decyzję o środowiskowych uwarunkowaniach, a w listopadzie i grudniu 2017 przeprowadzono konsultacje społeczne dotyczące przyszłej inwestycji. W styczniu 2019 media poinformowały o wynikających z opóźnień przygotowania dokumentacji zmianach w budżecie, które oznaczają przesunięcie budowy odcinka od ronda Wiatraczna do ul. Radzymińskiej na lata 2022-2024.

## Inwestycje dodatkowe
Oprócz przeprowadzonej w latach 2005–2007 budowy estakad nad rondem Starzyńskiego rozważane są lub planowane także następujące inwestycje usprawniające ruch na obwodnicy śródmiejskiej:
- estakady nad rondem Żaba
- tunel pod rondem Wiatraczna
- estakady nad placem Zawiszy
- tunel pod aleją „Solidarności” (rejon „Kercelaka”)
- tunel pod rondem Zgrupowania AK „Radosław”